# Saint-Romain-des-Îles
Saint-Romain-des-Îles est une ancienne commune française du département de Saône-et-Loire. Le 1er janvier 1975, la commune est absorbée par la commune de Saint-Symphorien-d'Ancelles.

## Toponymie

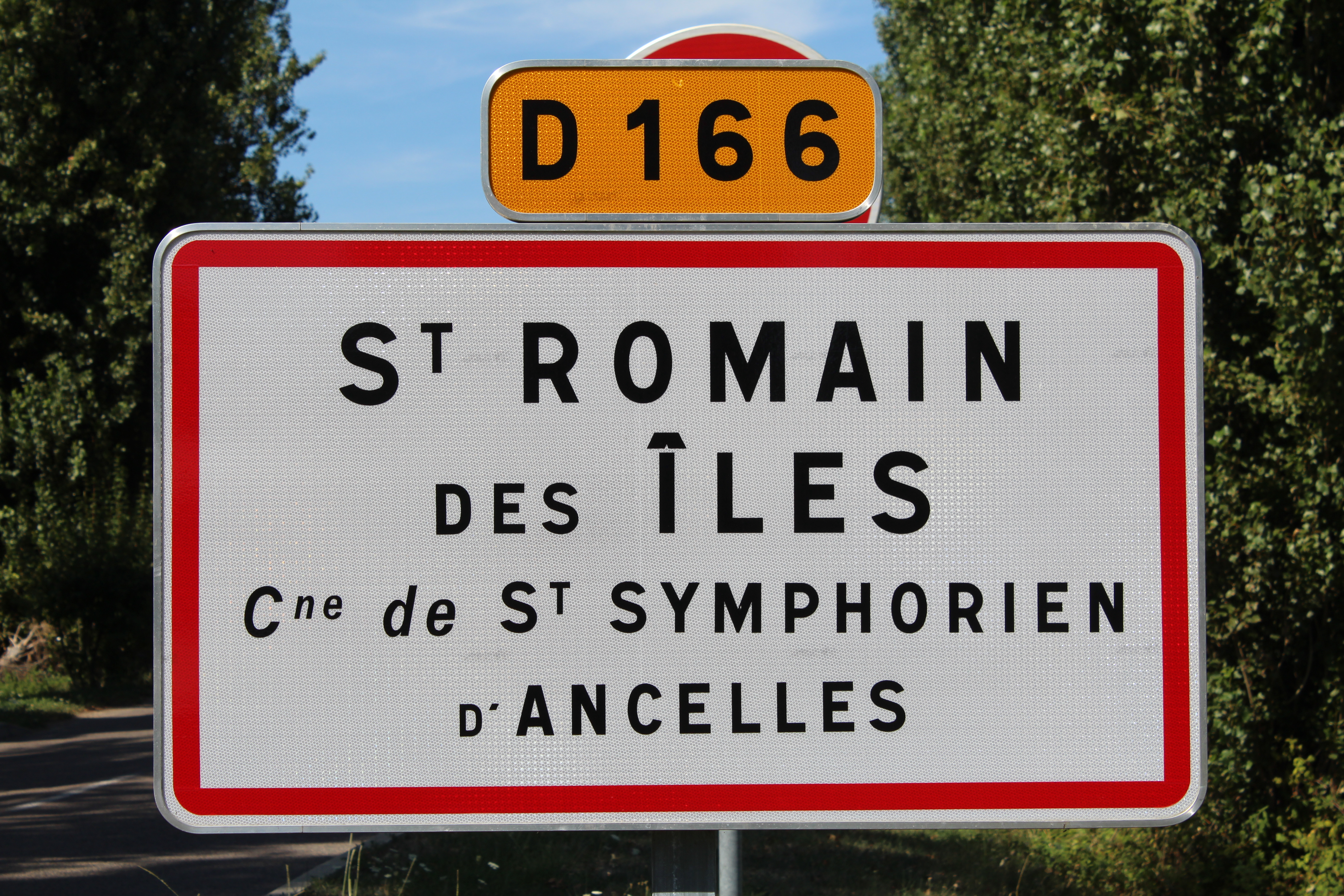
Panneau d'entrée.

## Histoire
Les 15 et 16 juin 842 eut lieu la Diète de Saint-Romain-des-Îles, Diète de partage de l'Empire que Charlemagne a légué à ses descendants à sa mort en 814. Son fils Louis Ier « le Pieux » (ou « le Débonnaire ») né de l'union de Charlemagne et de Hildegarde de Vintzgau, meurt en 840 et ses trois fils vont se battre entre eux. En effet, la coutume franque prévoyait un partage équitable entre les héritiers, mais l'aîné, Lothaire, s'estimait lésé. Ses frères Louis et Charles, alliés contre lui, le battent à la bataille de Fontenoy en 841. En juin 842, les deux armées se font face de part et d'autre de la Saône. Afin d'arrêter les massacres, une négociation, dite Diète de Saint-Romain-des-Îles, est engagée sur l'île d'Ancelles qui, faisant face à St Romain, était considérée comme terrain neutre. Elle aboutira à la signature du traité de Verdun en juin 843, Charles II « Le Chauve » héritant de la Francie Occidentale, Lothaire de la Francie Médiane et Louis « le Germanique » de la Francie Orientale. Chacun d'entre eux s'intitulera « roi des Francs », Lothaire étant même « Empereur-Roi ».
Le port de Saint-Romain, initié par les moines du monastère bénédictin de Saint-Romain, dépendant de celui de Tournus, complété d'un gué puis d'un pont, fut un temps le principal port de la région mâconnaise. L'abbé de Tournus le céda en 1555 à ses habitants, moyennant une redevance annuelle de 8 livres. La reine Christine de Suède, venant de Lyon en bateau, y débarqua en 1655 pour visiter l'église.
Le 1er janvier 1975, la commune est intégrée à Saint-Symphorien-d'Ancelles qui obtient le statut de commune associée jusqu'au 1er janvier 2014 où la fusion simple est actée.

## Démographie
L'évolution du nombre d'habitants est connue à travers les recensements de la population effectués dans la commune depuis 1793. Pour les communes de moins de 10 000 habitants, une enquête de recensement portant sur toute la population est réalisée tous les cinq ans, les populations de référence des années intermédiaires étant quant à elles estimées par interpolation ou extrapolation. Pour la commune, le premier recensement exhaustif entrant dans le cadre du nouveau dispositif a été réalisé en 2004.
En 2012, la commune comptait 204 habitants, en évolution de +16,57 % par rapport à 2006 (Saône-et-Loire : −1,06 %, France hors Mayotte : +2,11 %).
| 1793 | 1800 | 1806 | 1821 | 1831 | 1836 | 1841 | 1846 | 1851 |
| ---- | ---- | ---- | ---- | ---- | ---- | ---- | ---- | ---- |
| 208  | 160  | 245  | 278  | 278  | 320  | 330  | 355  | 413  |

| 1856 | 1861 | 1866 | 1872 | 1876 | 1881 | 1886 | 1891 | 1896 |
| ---- | ---- | ---- | ---- | ---- | ---- | ---- | ---- | ---- |
| 460  | 428  | 423  | 385  | 387  | 346  | 288  | 314  | 380  |

| 1901 | 1906 | 1911 | 1921 | 1926 | 1931 | 1936 | 1946 | 1954 |
| ---- | ---- | ---- | ---- | ---- | ---- | ---- | ---- | ---- |
| 361  | 326  | 315  | 247  | 293  | 259  | 237  | 187  | 265  |

| 2006 | 2009 | 2012 | - | - | - | - | - | - |
| ---- | ---- | ---- | - | - | - | - | - | - |
| 175  | 193  | 204  | - | - | - | - | - | - |

## Culture locale et patrimoine

### Lieux et monuments
- Église Saint-Romain

## Pour approfondir